# Bulbophyllum commissibulbum
Bulbophyllum commissibulbum är en orkidéart som beskrevs av Johannes Jacobus Smith. Bulbophyllum commissibulbum ingår i släktet Bulbophyllum och familjen orkidéer. Inga underarter finns listade i Catalogue of Life.